# Joodpropynylbutylcarbamaat
Joodpropynylbutylcarbamaat of IPBC (afkorting van iodopropynyl Butylcarbamate) is een fungicide (schimmelwerend middel) dat gebruikt wordt als houtbeschermend middel en als conserveermiddel in diverse producten, onder meer papiercoatings, inkten, kleefmiddelen, cosmetica en toiletartikelen.

## Regelgeving
Als houtconserveermiddel is IPBC een ingrediënt in talrijke houtverven, zowel olie- als watergebaseerd, voor professioneel en privégebruik. Voor deze toepassing heeft de Europese Commissie IPBC aanvaard als biocide.
In cosmetische producten mag IPBC, sedert 18 oktober 2008, volgens de Europese regelgeving aanwezig zijn in een concentratie van maximaal 0,02% in uit te spoelen producten (bijvoorbeeld shampoo), respectievelijk 0,01% in niet uit te spoelen producten (bijvoorbeeld zonnebrandcrème; maar in deodoranten en antitranspiratiemiddelen is het beperkt tot 0,0075%). Dit is een verstrenging ten opzichte van de vroegere maximale concentratie van 0,05%. Bovendien mag het product niet voorkomen in producten voor mondhygiëne of voor de lippen, en mag het - behalve in shampoos of badproducten - niet gebruikt worden voor de verzorging van kinderen beneden 3 jaar.